# Culberson County
Culberson County je okres ve státě Texas v USA. K roku 2010 zde žilo 2 398 obyvatel. Správním městem okresu je Van Horn. Celková rozloha okresu činí 9 876 km².